# Мамоновка (приток Дона)
Мамоновка — малая река в России, протекает по Калачеевскому и Верхнемамонскому районам Воронежской области, левый приток Дона.

## География и гидрология
Общая протяжённость реки 35 км, в верхнем течении расположен пересыхающий большой Мамон Лог, площадь водосборного бассейна 688 км². На реке имеются водохранилища. В реку впадает река Нижняя Гнилуша, а также в неё впадает несколько логов: большой Камяненький Яр, Яр Кисель, большой Хрещатый Лог, большой Крутой Лог, большой Красный Яр, большой Терновый Яр, большой Мамонский Яр.
Река впадает в Дон в 1057 км от его устья, между населёнными пунктами Верхний Мамон и Нижний Мамон, напротив Осетровки. От истока к устью вдоль реки расположены населённые пункты: Верхний Мамон и Нижний Мамон, Приречное.

## Этимология
Название реки образовано от греческого слова «маммонас» — имущество, состояние. Одним из значений этого слова в русском языке является «богатство», под которым в данном понимается плодородная земля.

## Данные водного реестра
По данным государственного водного реестра России относится к Донскому бассейновому округу, водохозяйственный участок реки — Дон от города Павловск и до устья реки Хопёр, без реки Подгорная, речной подбассейн реки — бассейны притоков Дона до впадения Хопра. Речной бассейн реки — Дон (российская часть бассейна).
Код объекта в государственном водном реестре — 05010101212107000004584.